# Thomas Bodley
Pour les articles homonymes, voir Bodley.
Thomas Bodley (2 mars 1545 - 28 janvier 1613) est un diplomate anglais sous la Cour d'Élisabeth Ire et est célèbre en tant que fondateur de la bibliothèque Bodléienne (« Bodleian Library ») de l’université d’Oxford.

## Biographie
Il naît le 2 mars 1545 à Exeter. Durant le règne de Marie Tudor (ou Marie Ire), les « persécutions mariales » contribuent à l’exil de nombreux protestants anglais à partir de 1555 dans les villes comme Zurich, Strasbourg et Genève. Le père de Thomas, John Bodley, qui a adopté l’anglicanisme sous Henri VIII et est proche des protestants, est contraint à l’exil sur le continent, finissant par gagner Genève en mai 1557, où ils vivent chez Philibert Sarrasin de Lyon (m. 1573). Considéré comme un religieux radical et étant marchand et éditeur, John Bodley, associé avec le bibliste William Whittingham (ca. 1524-1579), a notablement contribué au projet de l’impression de la Bible de Genève en 1560. 
À l'âge de 12 ans, le jeune Thomas a l’occasion d’y suivre brièvement, malgré son jeune âge, les cours de théologie de Jean Calvin et Théodore de Bèze à l’université de Genève et d’assister au culte dirigé par John Knox. Ayant également appris le grec sous Matthieu Béroalde, professeur de philosophie et savant de l’hébreu et sous l’érudit français Robert Constantin (auteur du Lexicon graecolatinum), Bodley réussit à lire Homère. En outre, le jeune Bodley étudie l’hébreu sous Antoine Rudolf Chevalier, protestant français et hébraïsant, pendant un an. On note par ailleurs que l’apprentissage de l’hébreu s’inscrit dans cette visée du protestantisme de l’époque de pouvoir lire et traduire la Bible hébraïque. L’étude de ces langues devait rester une de ses passions: selon certains témoignages, Bodley excellait dans cette langue sémitique et avait même écrit un poème en hébreu en mémoire de John Jewel, évêque de Salisbury.
La mort de la reine Marie, suivie de l’accession au trône de sa demi-sœur Élisabeth, en 1558, vient toutefois interrompre l’exil genevois. De retour en Angleterre, Thomas Bodley entre au Magdalen College à Oxford. Il obtient son diplôme de bacheler ès arts en 1563, et entre ensuite au Merton College. Il continue ses études, se perfectionnant en philosophie, dans le domaine des arts et en grec ancien.
Quittant Oxford en 1576, il entreprend un tour d’Europe, au cours duquel il aurait été initié dans une sorte d'académie platonicienne à Forlì. Peu après son retour, il est nommé huissier à la cour d’Élisabeth.
En 1584, il est élu député au Parlement, représentant Portsmouth, puis Saint-Germans (en) en 1586.
En 1585, il est missionné par la reine pour créer une alliance entre Frédéric II de Danemark et plusieurs princes allemands pour venir en aide au roi de Navarre, futur roi de France Henri IV.
En 1587, il épouse Ann Ball, une riche veuve, fille d’un sieur Carew de Bristol.
Il est également dépêché en mission secrète en France. Puis, en 1588, il est accrédité à La Haye comme ambassadeur, poste qui nécessite des trésors de diplomatie en raison du conflit opposant l’Espagne et les Provinces-Unies. Cette mission est en outre compliquée par diverses intrigues entre les ministres de la reine à Londres. Bodley rentre en Angleterre en 1596 mais, se heurtant aux intérêts concurrents de Burleigh et du comte d’Essex, il préfère se retirer de la vie publique. Le successeur de la reine Élisabeth, Jacques Ier, l’adoube chevalier en 1604.
Outre son action diplomatique, Thomas Bodley est célèbre pour avoir fondé la Bodleian Library, qui est une des premières bibliothèques publiques en Europe. Selon lui, ce sont les désillusions de la vie politique qui le conduisent à vouloir se consacrer à une autre activité. À la suite de décisions du roi Henri VIII qui voulait se défaire des livres associés à l’apprentissage médiéval, plusieurs bibliothèques de monastères, d’églises et d’universités sur le territoire anglais perdent leurs ressources documentaires.
Bodley fait partie de ces personnes, telles que l’archevêque Matthew Parker et Robert Cotton, qui se chargent de rassembler ces livres dispersés. Ces nouvelles collections ont ainsi contribué à l’émergence de plusieurs bibliothèques comme la British Museum Library et la Bodleian Library. Cette dernière est le fruit du travail de Bodley et de son collègue Thomas James (1572-1629) qui est le premier bibliothécaire et catalogueur de la Bodleian.
Bien qu’elle soit établie à l’université d’Oxford par Thomas de Cobham au début du XVe siècle, l’importance accordée à la bibliothèque d’Oxford s'amenuise au cours du XVIe siècle. Les raisons sont multiples : le développement de l’imprimerie, l’émergence des bibliothèques de collèges sont parties prenantes dans l’amoindrissement des ressources économiques de l’université.
En 1598, Bodley propose son aide à l’université d’Oxford, qui l’accepte, pour restaurer l’ancienne bibliothèque, dont une grande partie des collections avaient été dispersées au cours du siècle écoulé. Ainsi, le 23 février de cette année-là, il formule une demande au vice-chancelier de l’université d’Oxford en faveur du développement de la Divinity School et de la restauration de la bibliothèque du Duke Humphrey (fondée en 1488) en promettant de financer l’achat de nouvelles collections et le travail d’un futur bibliothécaire. Sa proposition acceptée rapidement, Bodley s’implique dès lors dans le renouvellement de la bibliothèque de l’université d’Oxford. Thomas Bodley organise la restauration de la bibliothèque au début du XVIIe siècle, qui rouvre ses portes en 1602. À l’ouverture de la bibliothèque, on recense environ 2000 ouvrages. La bibliothèque universitaire prend le nom de son fondateur (devient la Bodleian Library) en 1604, la même année qu’il devient chevalier. L’année suivante, elle reçoit même la visite du roi Jacques Ier d’Angleterre.
Pour ce faire, il consacre la majeure partie de sa fortune personnelle, mais incite en outre nombre de ses amis, à ces nombreux contacts forgés au cours de sa carrière en tant que diplomate, à faire des dons importants, en livres comme en argent, à la bibliothèque en cours de gestation. Il fait lui-même don à la bibliothèque, dans son testament, de la majeure partie de ses biens subsistants.
La vision de Bodley concernant la bibliothèque d’Oxford est aussi à souligner. Contrairement à d'autres bibliothèques imposantes de la même époque comme celle de Joseph Juste Scaliger qui était privée, la collection de Bodley se voulait accessible comme dans une bibliothèque publique : ceci a notamment contribué au fait que les monographies de la Bodleian contenaient très rarement des annotations. Bodley voulait développer une « publike library », afin de rendre possible la consultation des documents par d’autres personnes que les membres de l’université d’Oxford. En effet, ce projet de restauration de bibliothèque s’inscrit dans la conviction de Bodley selon laquelle c’était un « devoir envers Dieu » de créer une telle institution publique.
En outre, comme d’autres érudits contemporains, Bodley se concentre sur l’acquisition de manuscrits et de livres écrits dans les langues « orientales » : syriaque, hébreu, araméen, etc. En effet, Thomas Bodley, ayant appris l’hébreu dans sa jeunesse et dans les universités en Europe continentale où l’étude de cette langue est facilitée par l’accès aux manuscrits italiens, est considéré comme un hébraïsant notable.
Par ailleurs, l’ancien diplomate contribue notamment à la construction de nouveaux édifices sur le territoire de l’université. On pense notamment à l’agrandissement de la Arts End qu’il a planifié et financé en 1610-1612, aux Schools Quadrangle, un projet constitué de plusieurs édifices destiné à la lecture et aux examinations qui voient le jour après sa mort en 1613 ainsi que l’agrandissement en 1634-1637 de la bibliothèque de Duke Humfrey (connue aussi sous Selden End).
À l'âge de 67 ans, il meurt le 28 janvier 1613 à Oxford, et est inhumé dans le chœur de la chapelle de Merton College, où est érigé en son honneur un monument de marbre noir et blanc.
Thomas Bodley a rédigé son autobiographie en 1609, laquelle est rééditée en 1703 à Londres par Thomas Hearne, dans un volume intitulé Reliquiae Bodleianae, or Authentic Remains of Sir Thomas Bodley et qui contenait également la première ébauche des statuts élaborés pour la bibliothèque et ses lettres au bibliothécaire, Thomas James. En plus de décrire son histoire personnelle et son parcours académique, son autobiographie est perçue par certaines chercheuses et chercheurs comme étant un témoignage dont la visée est de justifier et défendre sa carrière en tant que diplomate anglais où il vante en outre son intégrité professionnelle.

## Sources
- Dans sa version originelle, cet article reprenait tout ou partie de la matière contenue dans l’article Thomas Bodley, sur la Wikipédia en anglais, dans sa version du 10 novembre 2004 à 13:10 (UTC) (voir l’historique de l’article de provenance).